# Thagria boulardi
Thagria boulardi är en insektsart som beskrevs av Nielson 1980. Thagria boulardi ingår i släktet Thagria och familjen dvärgstritar. Inga underarter finns listade i Catalogue of Life.